# L'Arche de Noé (film, 1959)
Pour les articles homonymes, voir L'Arche de Noé et Noah's Arc.
Pour plus de détails, voir Fiche technique et Distribution.
L'Arche de Noé (Noah's Ark) est un court métrage en animation image par image américain réalisé par Bill Justice pour Walt Disney Productions, sorti le 10 novembre 1959. Il est considéré comme une Silly Symphony non officielle.
Le film reprend l'histoire de l'Arche de Noé avec pour scénario le texte de la Bible, Genèse 6:13- à 8:14 qui avait déjà été traitée dans L'Arche de Noé (1933) mais en animation traditionnelle.

## Synopsis
Noé, aidé par ses trois fils et leurs femmes, construit une arche qui accueille un couple de chaque espèce animale pendant le déluge qui durera 40 jours.

## Fiche technique
- Titre original : Noah's Ark
- Titre français : L'Arche de Noé
- Réalisateur : Bill Justice
- Scénario : X Atencio et T. Hee
- Voix : Jerome Courtland (narrateur), Paul Frees (Noé/Dieu), James MacDonald, Thurl Ravenscroft (fils de Noé, Cham, Japhet, Sem)
- Animateur : Xavier Atencio, Bill Justice
- Décors : Ralph Hulett
- Musique originale : George Bruns, Mel Leven
- Producteur : Walt Disney
- Société de production : Walt Disney Productions
- Distributeur : Buena Vista Film Distribution Company
- Format d'image : Couleur (Technicolor)
- Son : Mono (RCA Photophone)
- Durée : 19[1] ou 21[2] min
- Langue : (en)
- Pays :  États-Unis
- Date de sortie : 
  - États-Unis : 10 novembre 1959[2]

## Distinction
Sélectionner pour l'oscar du meilleur court-métrage d'animation 1959.

## Commentaires
- Avec près de 20 min, ce film est presque un moyen métrage.
- Dave Smith précise que c'est Xavier Atencio qui réalisa l'animation avec l'aide d'artistes et des objets que l'on peut habituellement trouver dans une quincaillerie[2].